# Ricardo Trumbull

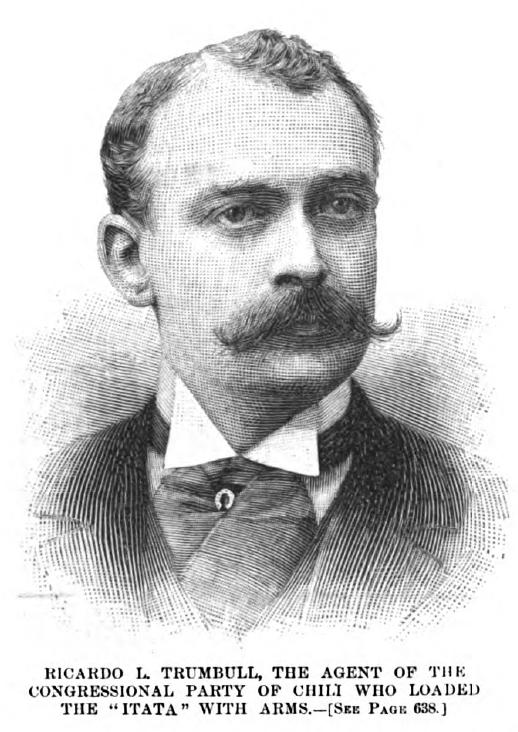
Ricardo Trumbull

Ricardo Trumbull Lindsay (Talcahuano 19 maart 1860 - aldaar 1 februari 1894) was een Chileens advocaat en politicus.
Trumbull was van Amerikaanse afkomst. Zijn vader was consul van de Verenigde Staten van Amerika in Chili. Zijn oom was David Trumbull, een zendeling die zich in de loop van de negentiende eeuw in Chili vestigde en grondlegger was van de Congregationalistische kerk aldaar. 
Ricardo Trumbull volgde zijn universitaire opleiding in de Verenigde Staten, waar hij rechten studeerde aan de Yale-universiteit in New Haven. Terug in Chili vestigde hij zich als advocaat en sloot zich aan bij de Partido Radical (Radicale Partij) die toentertijd een sterk seculiere koers voorstond. In 1888 werd hij in de Kamer van Afgevaardigden gekozen.
Tijdens de Chileense Burgeroorlog (1891) koos hij de zijde van de rebellen tegen het regime van president José Manuel Balmaceda. De revolutionaire tegenregering zond hem als agent naar de Verenigde Staten om een deal te sluiten met één of meerdere wapenfabrikanten voor de levering van geweren voor de rebellen. Hij arriveerde in maart 1891 in New York waar hij vijfduizend geweren en tweeduizend kisten met munitie aanschafte. Dit alles gebeurde in het geheim omdat de VS formeel de kant hadden gekozen van de legitieme regering van Balmaceda. De wapens en de munitie werden in geheim verscheept vanuit Californië. De Amerikaanse marine was echter op hoogte gesteld van de wapendeal en achtervolgde met een aantal marineschepen het door de Chileense rebellen gecharterde stoomschip, de Itata. Een aantal oorlogsschepen afkomstig uit de VS en enkele andere landen blokkeerden de haven van Iquique, de zetel van de tegenregering en de eindbestemming van de Itata, waardoor het schip de lading niet kon afleveren. Op 4 juni gaf de bemanning van de Itata zich over en werd onder begeleiding van Amerikaanse oorlogsschepen naar de Verenigde Staten geëscorteerd.
Trumbull werd door de Amerikaanse regering gearresteerd, maar kwam al snel op borgtocht vrij. Op 3 november werd hij en andere betrokkenen ontslagen van rechtsvervolging.
Na de burgeroorlog was Trumbull opnieuw lid van de Kamer van Afgevaardigden. Hij was lid van de parlementscommissie voor Onderwijs en Welzijn. Hij overleed op 1 februari 1894 in zijn geboortestad Talcahuano, op 34-jarige leeftijd. Zijn termijn als parlementariër was toen nog niet geëindigd.